# ذا كيب
ذا كيب (بالإنجليزية: The Keep)‏، هي فيلم أمريكي من نوع خيال علمي ورعب، عرضت الفيلم في صالات السينما سنة 1983، وهي من إخراج مايكل مان، ومن بطولة سكوت جلين ويورغن بروكناو وروبرت بروسكي وإيان ماكيلين.

## تكلفة الفيلم
كلف ميزانية الفيلم نحو 6 ملايين دولار، وحقق الإيرادات نحو 4.2 مليون دولار أمريكي.